# أليه أستراشابكين
أليه أستراشابكين مواليد 20 يناير 1992 في روسيا البيضاء، هو لاعب كرة يد بيلاروسي يلعب كظهير أيمن. يلعب حاليا مع نادي ميشكوف برست لكرة اليد ويحمل الرقم 90. مثل منتخب بيلاروسيا لكرة اليد.

## سجل المنافسة
شارك في البطولات التالية:
- بطولة العالم لكرة اليد للرجال 2015
- بطولة أوروبا لكرة اليد للرجال 2014